# Irlande au Concours Eurovision de la chanson 1981
 (septembre 2024).
L'Irlande participe au Concours Eurovision de la chanson 1981 à Dublin, en Irlande. C'est la 17e participation. L'année précédente, l'Irlande avait remporté le Concours avec What's Another Year interprétée par Johnny Logan.
Le pays est représenté par la chanson Horoscopes interprétée par le groupe Sheeba.

## Sélection
Après un dépôt de candidatures, huit chansons et artistes sont sélectionnés par un jury professionnel pour une finale, une émission télévisée.
La finale a lieu le 1er mars 1981 aux studios de télévision de la RTE à Dublin, animée par Mike Murphy. Le gagnant est choisi par 10 jurys régionaux. La région de Killarney doit annoncer ses votes après Dublin, mais en raison de problèmes de connexion, elle annonce son vote en dernier. L'entracte et assuré par Johnny Logan avec sa chanson What's Another Year. Le résultat du spectacle est une surprise, car My Pet Parrot avait été présentée comme la favorite avant le concours. Le concours se termine avec tous les concurrents interprétant I Write the Songs de Barry Manilow sur scène pendant le générique.
| Draw | Artist                     | Song                           | Points | Place |
| ---- | -------------------------- | ------------------------------ | ------ | ----- |
| 1    | Tara                       | Not Tonight Josephine          | 1      | 7     |
| 2    | Nicola Kerr                | The One in My Life             | 14     | 5     |
| 3    | Sheeba                     | Horoscopes                     | 21     | 1     |
| 4    | Tony Kenny                 | Can't Be Without You           | 16     | 3     |
| 5    | Helen Jordan               | Share My Love                  | 14     | 5     |
| 6    | The Duskey Sisters         | Where Does That Love Come From | 16     | 3     |
| 7    | Sylvia McFadden            | Don't Walk Away                | 0      | 8     |
| 8    | Karen Black and The Nevada | My Pet Parrot                  | 18     | 2     |

| Votes détaillées des jurys | Votes détaillées des jurys     | Votes détaillées des jurys | Votes détaillées des jurys | Votes détaillées des jurys | Votes détaillées des jurys | Votes détaillées des jurys | Votes détaillées des jurys | Votes détaillées des jurys | Votes détaillées des jurys | Votes détaillées des jurys | Votes détaillées des jurys | Votes détaillées des jurys |
| Draw                       | Song                           | Ballina                    | Enniscorthy                | Monaghan                   | Cork                       | Ballyshannon               | Dublin                     | Mullingar                  | Galway                     | Nenagh                     | Killarney                  | Total                      |
| -------------------------- | ------------------------------ | -------------------------- | -------------------------- | -------------------------- | -------------------------- | -------------------------- | -------------------------- | -------------------------- | -------------------------- | -------------------------- | -------------------------- | -------------------------- |
| 1                          | Not Tonight Josephine          | 1                          |                            |                            |                            |                            |                            |                            |                            |                            |                            | 1                          |
| 2                          | The One in My Life             | 1                          | 5                          |                            | 1                          | 1                          | 2                          |                            | 1                          | 3                          |                            | 14                         |
| 3                          | Horoscopes                     | 1                          | 1                          | 4                          | 1                          | 3                          | 2                          | 1                          | 2                          | 5                          | 1                          | 21                         |
| 4                          | Can't Be Without You           | 1                          |                            | 3                          | 3                          | 2                          | 2                          |                            | 3                          | 2                          |                            | 16                         |
| 5                          | Share My Love                  |                            | 4                          |                            |                            | 1                          | 1                          | 6                          | 2                          |                            |                            | 14                         |
| 6                          | Where Does That Love Come From | 5                          |                            | 1                          |                            | 1                          | 3                          | 2                          | 2                          |                            | 2                          | 16                         |
| 7                          | Don't Walk Away                |                            |                            |                            |                            |                            |                            |                            |                            |                            |                            | 0                          |
| 8                          | My Pet Parrot                  | 1                          |                            | 2                          | 5                          | 2                          |                            | 1                          |                            |                            | 7                          | 18                         |

## Eurovision
Horoscopes est la douzième de la soirée, suivant Het is een wonder interprétée par Linda Williams pour les Pays-Bas et précédant Aldri i livet interprétée par Finn Kalvik pour la Norvège.
À la fin des votes, elle obtient 105 points et finit à la cinquième place sur vingt participants.

## Votes

### Points attribués à l'Irlande
| 12 points               | 10 points                                | 8 points  | 7 points           | 6 points             |
| ----------------------- | ---------------------------------------- | --------- | ------------------ | -------------------- |
| - Chypre - Danemark     | - Grèce - Israël - Luxembourg - Pays-Bas |           | - Autriche - Suède | - Allemagne - France |
| 5 points                | 4 points                                 | 3 points  | 2 points           | 1 point              |
| - Espagne - Yougoslavie |                                          | - Turquie |                    | - Belgique - Suisse  |

### Points attribués par l'Irlande
| 12 points | Suisse      |
| 10 points | Royaume-Uni |
| 8 points  | Chypre      |
| 7 points  | Israël      |
| 6 points  | Allemagne   |
| 5 points  | Finlande    |
| 4 points  | France      |
| 3 points  | Espagne     |
| 2 points  | Yougoslavie |
| 1 point   | Grèce       |